# التذكرة في الوعظ
التذكرة في الوعظ هو أحد كتب الإمام أبو الفرج عبد الرحمن بن أبي الحسن علي بن محمد ابن الجوزي البغدادي، ويحتوي على نصائح ومواعظ شتى تتناول مختلف نواحي الحياة، ونصائح إسلامية مفيدة للألتزام بالعبادة في الإسلام.